# Султанија Сафије
Сафије-султанија (тур. Safiye Sultan) била је Валиде-султанија Османског царства, супруга султана Мурата III и мајка султана Мехмета III.

## Порекло и одрастање
Сакаоглу и Улучај примећују да је широко распрострањено да је Сафије била пореклом из венецијанске племићке породице Бафо, коју су заробили турски пирати. Међутим, венецијански извештаји из тог времена упућују да је Сафије била Албанка из села Рези у Дукађинској висоравни.
Сафије је као робиња продата Ферхад-паши, супругу ћерке шехзаде Мехмеда, Хумашах-султаније, у чијој је Сафије била служби. Верује се да је сама унука Сулејмана Величанственог заслужна за Сафијин одгој.

## Миљеница султана Мурата
Током 1562. године, султанија Хумашах је послала Сафије као дар принцу Мурату у Маниси. Улучај извештава да је Сафије тада имала петнаест година, што би значило да је рођена око 1547. године. Сафије се истакла својим манирима које је научена у домаћинству Хумашах-султаније, као и изузетном лепотом и интелигенцијом. Мурат је био толико очаран њоме да није гледао друге конкубине током целог боравка у Маниси. Добила је статус султаније када је у мају 1566. године Мурату родила сина Мехмета.

## Хасеки-султанија
Након ступања Мурата III на престо, Сафије се преселила са три сина и три кћери из Манисе и настанила се у Топкапи-палати. Како је имала синове, Сафије је добила титулу Хасеки-султаније. Сафије је и током првих осам година Муратовог султаната наставила да буде једина наложница и једина жена у султановом животу, са којом је проводио већину времена. Ово је створило љубомору и анимозитет између Муратове мајке, Валиде султаније Нурбану- према Сафије, што је довело до лоших односа међу њима. Поред тога, Муратове сестре Исмихан и Фатма су стале на мајчину страну и покушавале су да дискредитују Сафије у султановим очима.

## Прогонство
Како су 1581. године остала само два жива престолонаследника – шехзаде Мехмед и шехзаде Махмуд, Нурбану-султанија је вршила притисак на Мурата да узима друге конкубине из харема за добробит династије. Након покушаја односа са њима, који су били неуспели, из харема су почеле да се шире гласине да је султан импотентан. Валиде-султанија и Муратове сестре су веровале да га је Сафије зачарала.
Како Мурат није могао да има односе ни са једном женом без са својом Хасеки-султанијом, за кога су се шириле приче да га Сафије преко врачара чини импотентним, Нурбану је, ослањајући се на гласине које је сама ширила,  покушавала да убеди Мурата да прогна Сафије. Међутим, самим крајем 1582. године, Нурбану-султанија је успела да пресретне писмо које је било послато Сафије, које је Валиде-султанија показала султану Мурату, што је пољуљало његово поверење и љубав према Сафији, што је напослетку довело до њеног прогона у Стару палату.
Муратова сестра Исмихан му је поклонила две прелепе конкубине, које је он прихватио. Исмихан-султанија је била љути противник Сафије султаније након своје мајке, јер је веровала да је Сафије наручила убиство њеног супруга Мехмед-паше Соколовића 1579. године, којег је Сафије видела као највећу политичку претњу њеном успону. Верује се да је можда у томе учествовала и ћерка Михримах-султаније Ајше-султанија, да би њен супруг Шемси-бег постао Велики везир.

## Повратак у Топкапи-палату и склапање брака
Почетком 1584. године, Сафије-султанија је помилована и вратила се у Топкапи-палату. Олакшавајућа околност за Сафије је била та што је Нурбану-султанија преминула у децембру 1583. године. Према неким изворима, Нурбану је неко време трована по Сафијином и Мехметовом наређењу, а Исмихан-султанија је умрла на порођају у августу 1585. године. Једини већи противник султаније Сафије остала је Фатма-султанија и њен супруг Сијавуш-паша, којег је Сафије оптуживала пре Фатмине смрти да жели да постави њиховог сина на престо. 
Сафије је постављена на чело харема у мају 1584. године. Током овог периода, харемом су поред Сафије управљале Џанфеда-хатун и Разије-хатун , а ван палате јој је помагала кира Естер Хандали. Поред њих, Сафијин велики присталица био је Газанфер-ага, главни евнух у харему.
Након Хурем-султаније и Нурбану-султаније, Сафије-султанија је такође успела да се уда за султана. Мустафа Селаники је Сафије називао славном и поштованом законском супругом Сафије-хатун, из чега можемо закључити да јој је Мурат III дао слободу и ступио у законски брак са њом. Амбасадор Лоренцо Бернардо је у октобру 1585. добио информацију од кире Естер Хандали да се спрема венчање Муратове ћерке султаније Ајше са везиром Ибрахим-пашом и да Сафије жели да се у исто време уда за Ајшиног оца. Поред тога, султан Мурат и Сафије-султанија су примили дарове у децембру 1585. године поводом брака.

## Политички утицај за време Мурата III
Мурат је разговарао о свим стварима са Сафије-султанијом и дозволио јој политичу моћ. Била је утицајна и моћна као Хасеки-султанија, нарочито након смрти Нурбану-султаније. Сафије више није била љубоморна на Мурата и затварала је очи пред телесним задовољствима султана; поред тога, држала га је неактивним и мешала се у процес политичког одлучивања наредних десет година. Венецијански извештаји наводе да је након првобитне горчине, Сафије задржала своје достојанство и није показала љубомору према Муратовим конкубинама након повратка из прогона, бивајући заинтересована највише за будућност њеног јединог сина и његов прелазак на власт. Није ни приближно као пре боравила у Главним одајама султана, прибављајући му често наложнице. 
Као што је Ђовани Моро известио 1590. године са ауторитетом који {Сафије} ужива као мајка принца, она повремено интервенише у државним пословима, иако је у томе веома поштована, и слуша је Његово Величанство које је сматра разумном и мудром. Током овог периода, Сафије је такође изградила сопствени систем оданих паша и почела да се урања у сваки кутак политике. Уз подршку главног евнуха, Газанфер-аге, све је лакше и лакше утицала на Муратове одлуке и добијала више моћи што је неким великим везирима чинило веома непријатно. Џанфеда-хатун јој је била десна рука у харему. Наравно, њен присталица је био Коџа Синан-паша, супруг ћерке шехзаде Мустафе, који је био велики везир у три мандата за време Муратове владавине. 
Сафије је такође гледала је да осигура лојалност њених највернијих паша удајом њених кћери за утицајне паше; зет њене ћерке Ајше-султаније био је њен највернији слуга још од Муратове владавине, а од 1595. године и Халил-паша, супруг њене ћерке Фатме-султаније. Након смрти Муратове сестре Фатме-султаније у јуну 1590. године, Сафије је већ у августу њеног удовца Сијавуш-пашу верила за своју погрбљену ћерку Михримах-султанију, при чему је намеравала да га као моћног пашу придобије на њену страну, међутим Сијавуш-паша је одбио да је ожени 1593. године, што је довело до његове смене са места Великог везира. 
Сафије је наставила своју про-Венецијанску политику. Иако је на много начина могла да утиче на султана, није увек успевала да уобличи догађаје по свом укусу. Тако је, на пример, 1593. године покушала да убеди Мурата у корист енглеског амбасадора којег је фаворизовала. Међутим Мурад, једва слушајући, одбио је Сафијину понуду. Дакле, иако су њена моћ и утицај расли током Муратове владавине, султан јој је поставио и границе.
Пред крај владавине Мурата III, његов однос са најстаријим сином почео је да се погоршава, а шириле су се гласине да шехзаде Мехмед планира да отрује свог оца како би преузео престо. Осим тога, млетачки изасланици су известили да је Мурад био веома љубоморан на популарност свог сина међу становништвом, што је био један од разлога зашто је султан све ређе напуштао зидове палате. Сафије је почела да се плаши за живот свог сина и, према извештају из 1594. године, замолила је Мехмеда да се утиша, саветујући га да се посвети задовољствима.

## Валиде султанија
Сафије-султанија је одиграла кључну улогу у догађајима који су уследили након смрти Мурада III средином јануара 1595. Сафије је 11 дана, док њен син Мехмед није стигао у престоницу, скривала султанову смрт, јер се плашила устанка. Сафије је у међувремену послала њеног зета Ферхад-пашу и још једног пашу да доведу шехзаде Мехмета у престоницу.
Мехмед, који се вратио из Манисе, након сусрета са мајком, видео је тело свог оца и већ прве ноћи боравка у Топкапи-палати, уз подршку мајке, наредио је да се задави 19-оро његове полубраће. Сама Сафије је добила титулу Валиде-султаније. Доласком њеног сина на престо, Сафије је била никад јача.
Сафије-султанија је имала огроман утицај на свог сина – од великог везира до шеик-ул-ислама, ни један званичник није добио и није изгубио функцију без Сафијиног мишљења. Речено је да је Сафије-султанија потпуно преузела узде власти у своје руке и понашала се као да је „важећи падишах“. Имала је велике приходе: у другој половини владавине Мехмеда III, Сафије је примала 3.000 акчи дневно. Сафије је имала још већи утицај на свог сина него на супруга, али не и потпуни.

Када је Мехмед III кренуо у поход на Угарску 1596. године, дао је својој мајци право да управља ризницом и државом. Касније, Сафије је убедила свог сина да постави њеног зета Ибрахим-пашу, супруга њене ћерке Ајше на место великог везира.
Забележено је да је султан са својом мајком, женама, децом и сестрама провео сезону трешања 1598. године ван града због куге која је харала и однела животе четири сина Мехмета III.

## Немири 1600-1603
Сакаоглу је написао да је Сафијино подмићивање достигло несагледиве размере, уз помоћ кире Естер Хандали и Есперанзе Малхи. Резултат акција Валиде-султаније и њене пратње био је војни устанак 1. априла 1600. године, где су побуњеници захтевали главу кире Есперанзе Малхе и њених синова и немешање Валиде-султаније у државне послове. Кира је потражила уточиште у палати, али ни султан ни Мајка-султанија јој нису дозволили да уђе. Да би смирила негативну реакцију људи усмерену на себе, Сафије је окривила своје зетове за побуну и осудила бруталан начин на који је убијена њена кира.На крају, било је могуће смирити побуњенике, али не захваљујући смакнућима, већ кроз тајну расподелу новца од стране Сафије-султаније вођама побуњеника.
Када је Ибрахим-паша умро 1601. године, Сафије је преудала своју кћи, удовицу Ибрахим-паше за Јемишчи Хасан-пашу, који је био Сафијин даљи рођак. Уз његову помоћ, као и помоћ другог зета Халил-паше, Сафије је наставила са коруптивним радњама.
Почетком 1603. поново су се побунили јаничари и спахије због корупције, мита и превисоких цена. Пошто је велики везир Хасан-паша  био далеко од Истанбула, султан је за све окривио заменика великог везира Сатчи Хасан-пашу, који је смењен са положаја.
У то време побуњеници су већ хтели да свргну султана Мехмеда и поставе његовог сина Махмуда на престо; нису инсистирали на погубљењу Сафије-султаније, већ су тражили њен прогон. Истовремено су инсистирали на погубљењу њених оданих присталица, а султан им је учинио уступке: из Сафијиног ужег круга погубљени су Газанфер-ага и Осман-ага. Истовремено, у замену за укидање изгнанства своје мајке, султан је показао милост према побуњеницима. Током нереда, сама Сафије-султанија је посматрала шта се дешава са осамљеног места у палати.
Сафије је након првих нереда априла 1600. године, по наређењу свог сина, протерана у Стару-палату, да би се након неколико дана вратила у Топкапи-палату. Након ових нових нереда 1603. године, Сафије је једва успела да избегне да буде поново протерана у Стару палату због захтева војника да је пошаљу што даље од палате, иако нису хтели њену смрт. Овај пут је накратко отишла у Једрене, док се ситуација не стабилизује.

## Погубљење шехзаде Махмуда
После свих ових догађаја, Сафије је почела да губи поверење свог сина, које је успела да поврати само учешћем у погубљењу њеног унука Махмуда. Сафије је била у веома непријатељским односима са мајком принца Махмуда, Хасеки Халиме-султанијом, јер је првенствено била забринута за интересе сопственог сина, султана, а не њених унучади. Сукоб између две генерације мајки најјасније илуструје оно што се догодило Махмуду и његовој мајци.
Шехзаде Махмуд, најстарији наследник, био је ватрени 18-годишњи младић који је још увек живео у Топкапију због побуна у Анатолији, па је његов полазак у санџак привремено одложен. Осим тога, Мехмед је последњих година постао веома дебео и нездрав, па су му лекари забранили учешће у војним походима. Махмуд, забринут због онога што се дешава, предложи да га отац именује за сердара и пошаље у Анадолију. 
Пошто Сафије није волела мајку њеног унука Махмуда, упозорила је Мехмеда III да Халиме жели да њеног сина постави на престо. Халиме-султанија се обратила шеику са питањем да ли ће њен син ступити на престо и када ће султан Мехмед умрети. Абдурезак-ага,који је био у служби Сафије, предао је Валиде-султанији и падишаху цедуљу са одговорима на ова питања. На комаду папира, писало је да ће за мање од шест месеци Мехмед III умрети, а Халимин син постати нови падишах. Падишах је казнио његовог сина, наредивши да га бичују неколико дана, а затим га утамничио. Махмудови и Халимини одговори приликом испитивања нису убедили султана да говоре истину, након чега је Мехмед затрачио од теолога фетву за његово погубљење. У ноћи 7. јуна 1603. године, шехзаде Махмуд је задављен, а Халиме-султанија протерана у Стари двор.

## Погубљење Хасан-паше
Након погубљења шехзаде Махмуда, Сафије-султанија је била уверена да ни она ни њен син немају више непријатеља и да може да настави своју доминацију. Међутим, Јемишчи Хасан-паша је известио султана Мехмеда да Валиде-султанија обмањује падишаха, да је интересује само пуњење сопствене ризнице и предложио је да се Сафије-султанија протера из палате. Султан Мехмет је све испричао мајци. Она га је убедила да му је највећи непријатељ овај издајнички паша. Њени слуг, јањичари и шеик-ул-ислам потврдили су да је Хасан-паша издајник. Већ 4. октобра 1603. године, Јемишчи је смењен са места великог везира, и убрзо је погубљен.

## Смрт Мехмета III
Пророчанство које је неуспешно достављено Халиме-султанији се обистинило; Мехмед је умро у децембру 1603. године и наследио га је његов четрнаестогодишњи син Ахмет. Сафије је успела да остане у Топкапију непуне три недеље. Под инсистирањем Хандан-султаније — прогнана је у Стари двор у петак, 9. јануара 1604. године. Ово је био крај њене владавине, која је трајала 20 година.
Након настањења у Стару палату, Сафије је у наредним годинама изгубила три кћери: Ајше, Фатму и Михримах. Једино ју је надживела њена најмлађа ћерка Хумашах.

## Смрт
Сафије је умрла у априлу 1619. године. Сахрањена је у Аја Софији, у гробници Мурата III. Пре њене смрти, довршена је изградња њене џамије у Каиру априла 1610. године.

## Потомство
Сви венецијански амбасадори су извештавали да је султан Мурат двадесет година (1562 — 1582) имао моногамну везу са султанијом Сафије. Сафије је  за живота родила деветоро деце следећим редоследом:
Према редоследу, Сафије је родила:
- Михримах-султанија (1564 — око 1612)
- Мехмед III (26. мај 1566 — 21. децембар 1603)
- шехзаде Сулејман (1568/1576 — 25. мај 1577)
- Ајше-султанија (1570 — 15. мај 1605)
- шехзаде Махмуд (11. јул 1572 — 1585);
- Фатма-султанија (1574 — 1610)
- шехзаде Селим (децембар 1578/8. јануар 1579 — 1581)
- Хумашах-султанија (1580 — 13. септембар 1659)
- шехзаде ... (јун 1582-јун 1582)